# Nostoc commune
Nostoc commune (català: nòstoc, merda de bruixa) és una espècie de cianobacteri de distribució cosmopolita que és present als Països Catalans. És l'espècie tipus del gènere Nostoc.

## Descripció
Nostoc commune és una espècie que fa colònies. Inicialment forma un petit glòbul gelatinós que va creixent i es torna aplanat formant una massa gelatinosa amb altres colònies properes. Dins la fina làmina hi ha nombroses estructures nomenades tricomes. Al llarg dels tricomes hi ha heterocists que fan la fixació del nitrogen.Quan és moll, Nostoc commune és verdós blavenc, verd oliva o marró però quan és sec és incospicu i marronós.

## Distribució i hàbitat

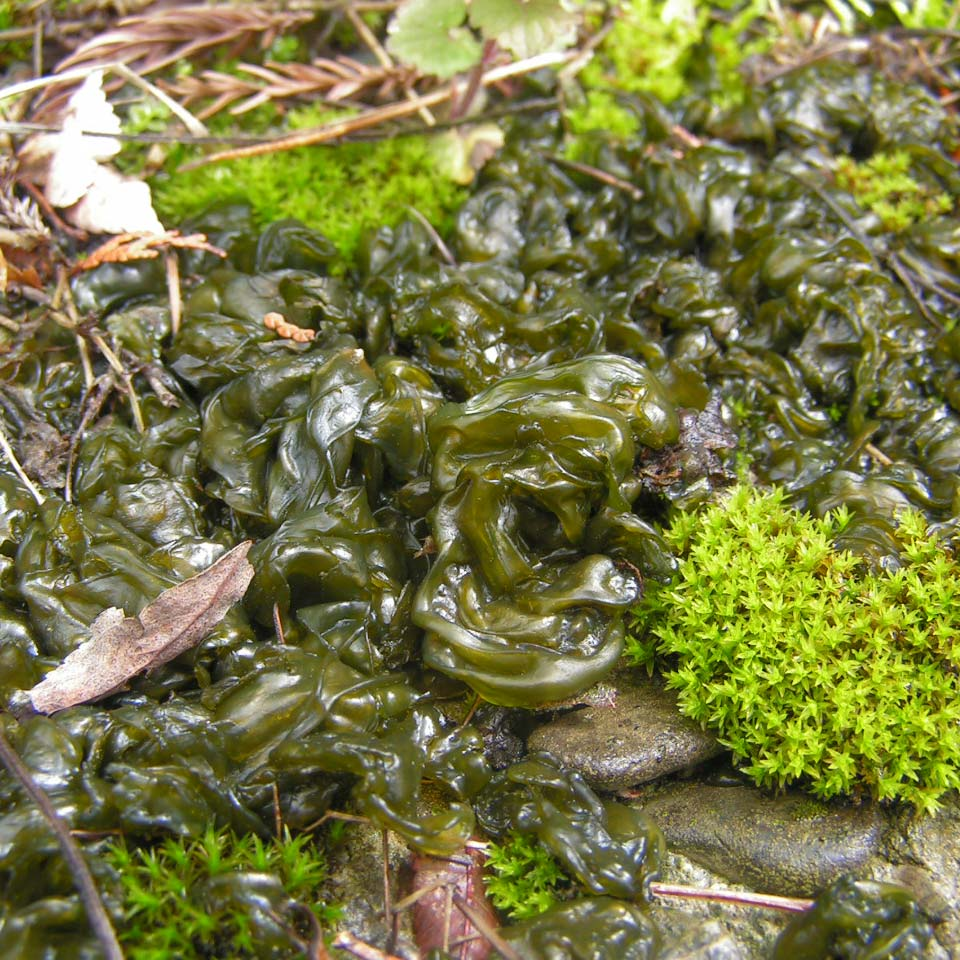
Nostoc commune

Nostoc commune és capaç de sobreviure a condicions extremes en les regions polars i en zones àrides. És terrestre i d'aigües dolces o salobres. Es troba sobre el sòl en llocs on no hi ha herba (sovint entre petites molses, com es pot veure a la foto de l'esquerra) i també sobre roques, grava i superfícies pavimentades. A Singapur, Nostoc commune creix en els sòls alcalins, en aigua salobre i en camps d'arròs, penya-segats i roques humides.

## Biologia
Nostoc commune en condicions adverses entra en dormició per un llarg període i reviu quan milloren les condicions i l'aigua està disponible. La colònia dessecada resisteix la calor i la repetició de glaçades i desglaçades, i no produeix oxigen en la dormició. S'ha comprovat que els polisacàrids extracel·lulars li són indispensables per tolerar l'estrès i per recuperar-se.
Nostoc commune es pot presentar en el thallus de plantes com les del gènere Phaeoceros.

## Usos
Nostoc commune es menja en amanida a les Filipines, Indonèsia i Japó. A la Xina es diu "facai" i forma part dels aliments tradicionals de l'Any Nou Lunar.